# عمرو بن أمية الضمري
عمرو بن أمية الضمري الكناني، صحابي جليل، وأحد أَنجاد العرب وأشهر رجالها نجدةً وجراءَةً وشجاعة وإقداما، وفاتكا من فتاكهم في الجاهلية. بعثه الرسول محمد في سرية وحده إلى النجاشي الأصحم ملك الحبشة، كما بعثه في سرية لقريش، وكان الناجي الوحيد من الصحابة الذين خرجوا في سرية بئر معونة.

## نسبه وعائلته
- هو أبو أمية الضمري الكناني: عمرو بن أمية بن خويلد بن عبد الله بن إياس بن عبد بن ناشرة بن كعب بن جُدي بن ضمرة بن بكر بن عبد مناة بن كنانة بن خزيمة بن مدركة بن إلياس بن مضر بن نزار بن معد بن عدنان[1] من نسل نبي الله إسماعيل ابن خليل الله إبراهيم عليهما السلام وكناه النبي أبا أمية.
- زوجته هي: سخيلة بنت عبيدة بن الحارث بن المطلب بن عبد مناف بن قصي بن كلاب بن مرة بن كعب بن لؤي بن غالب بن فهر بن مالك بن النضر بن كنانة بن خزيمة بن مدركة بن إلياس بن مضر بن نزار بن معد بن عدنان.
- أبناؤه:

1. جعفر بن عمرو بن أمية الضمري.
2. الفضل بن عمرو بن أمية الضمري.
3. عبد الله بن عمرو بن أمية الضمري.

## حياته في الجاهلية
كان عمرو أحد أَنجاد العرب ورجالها نجدةً وجراءَةً وفاتكا من فتاكهم في الجاهلية.

## إسلامه
روى ابن سعد أنه كان في جيش المشركين في غزوة أحد ثم أسلم بعد انصراف جيش المشركين من أحد وهو من أهل الحجاز من المدينة المنورة وكانت لعمرو بن أميّة دار بالمدينة المنورة عند الحَكَّاكين «الخرّاطين».

## سرية بئر معونة
كان أوّل مشهد شهده عمرو بن أميّة مسلمًا بئر معونة في صَفَر على رأس ستّةٍ وثلاثين شهرًا من الهجرة فأسرته بنو عامر بن صعصعة من هوازن يومئذٍ فقال له عامر بن الطفيل: إّنه قد كان علي أمّي نَسَمَةٌُ فأنت حُرّ عنها. وجزّ ناصيتَه وقدم المدينة فأخبر رسول الله بقتل من قُتل من أصحابه ببئر معونة، فقال رسول الله ﷺ: «أنت من بينهم»، يعني أفلت ولم تُقْتَلْ كما قُتلوا. ولما دنا عمرو من المدينة منصرفًا من بئر معونة لقي رجلين من بني كلاب بن ربيعة بن عامر بن صعصعة فقاتلهما ثم قتلهما، وقد كان لهما من رسول الله ﷺ، أمان فوداهم رسول الله ﷺ، وهما القتيلان اللذان خرج رسول الله ﷺ، بسَبَبهما إلى بني النضير يستعينهم في دِيَتهما.

## سرية عمرو بن أمية الضمري إلى مكة
بعث رسول الله ﷺ، عمرو بن أميّة ومعه سلمة بن أسلم بن حريس الأنصاري في سرية إلى مكة إلى أبي سفيان بن حرب بن أمية فعلم بمكانهما فطُلبا فتواريا، وظفر عمرو بن أميّة في تواريه ذلك في الغار بناحية مكّة بعبيد الله بن مالك بن عبيد الله التيمي القرشي فقتله، وعمد إلى خبيب بن عدي الأوسي الأنصاري وكانت قريش صلبته فأنزله عن خشبته، وقتل رجلًا من المشركين من بني الديل بن بكر - وهم إخوة قومه بني ضمرة بن بكر -، أعور طويلًا، ثمّ قدم المدينة فسُرّ رسول الله ﷺ، بقدومه ودعا له بخير.
وكان سبب السرية أن أبا سفيان قال لنفر من قريش: ألا أحد يغتال لنا محمدا فإنه يمشي في الأسواق وحده؟ فأتاه رجل من الأعراب وقال: قد وجدت أجمع الرجال قلبا وأشدهم بطشا وأسرعهم عدوا، فإذا أنت فديتني خرجت إليه حتى أغتاله، فإن معي خنجرا كجناح النسر، وإني عارف بالطريق. فقال له: أنت صاحبنا، فأعطاه بعيرا ونفقة، وقال له: اطو أمرك. وخرج ليلا إلى أن قدم المدينة، ثم أقبل يسأل عن رسول الله فدل عليه؛ وكان في مسجد بني عبد الأشهل، فعقل راحلته وأقبل على رسول الله، فلما رآه قال إن هذا يريد غدراً والله حائل بينه وبين ما يريد، فجاء ليجني على رسول الله فجذبه أسيد بن حضير بداخلة إزاره فإذا بالخنجر، فأخذ أسيد يخنقه خنقا شديدا، فقال له رسول الله: أصدقني. قال: وأنا آمن؟ قال: نعم. فأخبره بأمره فخلى عنه الرسول فأسلم، وقال: يا رسول الله ما كنت أخاف الرجال، فلما رأيتك ذهب عقلي وضعفت نفسي، ثم اطلعت على ما هممت به، فعلمت أنك على الحق، فجعل رسول الله ﷺ يبتسم.
عند ذلك بعث رسول الله ﷺ عمرو بن أمية الضمري وسلمة بن أسلم بن حريس إلى أبي سفيان بمكة، وذلك بعد قتل خبيب بن عدي وصلبه على الخشبة، ومضى عمرو بن أمية يطوف بالبيت ليلاً، فرآه معاوية بن أبي سفيان فعرفه، فأخبر قريش بمكانه، فخافوه لأنه كان فاتكا في الجاهلية، وقالوا لم يأت عمرو بخير، واشتدوا في طلبه، وفي رواية لما قدما مكة حبسا جمليهما ببعض الشعاب ثم دخلا ليلاً، فقال له صاحبه يا عمرو لو طفنا بالبيت وصلينا ركعتين ثم طلبنا أبا سفيان، فقال له عمرو إني أعرف بمكة من الفرس الأبلق، فقال كلا إن شاء الله، قال عمرو فطفنا بالبيت وصلينا، ثم خرجنا لطلب أبي سفيان، فلقيني رجل من قريش فعرفني، وقال عمرو بن أمية فأخبر قريشاً بي، فهربت أنا وصاحبي وصعدنا الجبل، وخرجوا في طلبنا فدخلنا كهفاً في الجبل، ولقي عمرو رجلاً من قريش فقتله، فلما أصبحنا، غدا رجل من قريش يقود فرساً ونحن في الغار، فقلت لصاحبي إن رآنا صاح بنا، فخرجت إليه ومعي خنجر أعددته لأبي سفيان فضربته على يده فصاح صيحة أسمع أهل مكة، فجاء الناس يشتدون فوجدوه بآخر رمق، فقالوا من ضربك، قال عمرو بن أمية، وغلبه الموت فاحتملوه، فقلت لصاحبي لما أمسينا النجاة، فخرجنا ليلا من مكة نريد المدينة، فمررنا بالحرس الذين يحرسون خشبة خبيب بن عدي، فقال أحدهم لولا أن عمرو بن أمية بالمدينة لقلت إنه هذا الماشي، فلما حاذيت الخشبة شددت عليها، فحملتها واشتددت أنا وصاحبي فخرجوا وراءنا، فألقيت الخشبة فغيبه الله عنهم.

## بعثه في سرية وحده إلى النجاشي
بعثه رسول الله ﷺ، إلى النجاشيّ بكتابين كتب بهما إليه في أحدهما أن يزوّجه أم حبيبة وهي رملة بنت أبي سفيان بن حرب، وفي الآخر يسأله أن يمل إليه مَن بقي عنده من أصحابه. فزوّجه النجاشيّ أم حبيبة وحمل إليه أصحابه في سفينتين.

## بعض الأحاديث التي نقلها عن المصطفى
أَنبأَنا أَحمد بن عثمان، أَنبأَنا أَبو علي، أَنبأَنا أَبو القاسم إِسماعيل بن أَبي الحسن، أَنبأَنا أَبو مسلم محمد بن علي بن مهريز، أَنبأَنا أَبو بكر بن زاذان، حدثنا مأمون بن هارون بن طوسي، أَنبأَنا الحسين بن عيسى بن حمدان الطائي، حدثنا عبد الصمد بن عبد الوارث، حدثنا إِبراهيم بن سعد، أَنبأَنا ابن شهاب، عن جعفر بن عمرو بن أُمية، عن أَبيه: أَنه رأَى النبي ﷺ أَكَلَ مِنْ كَتِفِ عَنْزٍ، ثُمَّ دُعِيَ إِلَى الْصَّلَاةِ فَصَلَّى وَلَمْ يَتَوَضَّأْ.

## وفاته
توفي عمرو بن أمية الضمري في المدينة المنورة قبل سنة 60 في خلافة معاوية بن أبي سفيان.